# 김승규 (유도 선수)
김승규(1967년 8월 10일 ~ )는 대한민국의 유도 선수이다. 그는 1988년 하계 올림픽 남자 미들급 경기에 출전했었다.